# Lelle, Estland
Lelle är en ort i Estland. Den ligger i Kehtna kommun och landskapet Raplamaa, i den centrala delen av landet, 70 km söder om huvudstaden Tallinn. Lelle ligger 74 meter över havet och antalet invånare är 431.
Terrängen runt Lelle är mycket platt, och sluttar söderut. Runt Lelle är det glesbefolkat, med 9 invånare per kvadratkilometer. Närmaste större samhälle är Kehtna, 10 km nordväst om Lelle. I omgivningarna runt Lelle växer i huvudsak blandskog.